# Makoto Satō (dramaturge)
Makoto Satō (佐藤 信, Satō Makato), né le 23 août 1943 à Tokyo, est un metteur en scène et dramaturge japonais.

## Biographie
Makato Satō vient du mouvement du théâtre underground (angura, abréviation de andāguraundo = underground) des années 1960 et joue un rôle déterminant dans la formation du Gekidan Kuro Tent (劇団黒テント, angl. Black Tent Theatre) à Tokyo. Il connaît le succès avec des pièces imprégnées de l'esprit de Brecht comme Ismene (1966), My Beatles (1967), Nezumi Kozō (1969) et The Dance of Angels Who Burn their Own Wings (1970 d'après le Marat/Sade de Peter Weiss). Avec ses troupes, il parcourt le Japon depuis les années 1970 et participe à d'autres projets de troupes de théâtre marquées à gauche telles que Journey to the West (1980) de la Philippine Educational Theatre Association.  Outre les œuvres de Brecht, il monte également de pièces d'auteurs avant-gardistes japonais comme Jūrō Kara et Terayama Shūji.
En 1995, il dirige au festival d'Avignon une première de l'opéra Wozzeck d'Alban Berg.

## Filmographie
- 1984 : YMO Propaganda[1]